# Sona MacDonald

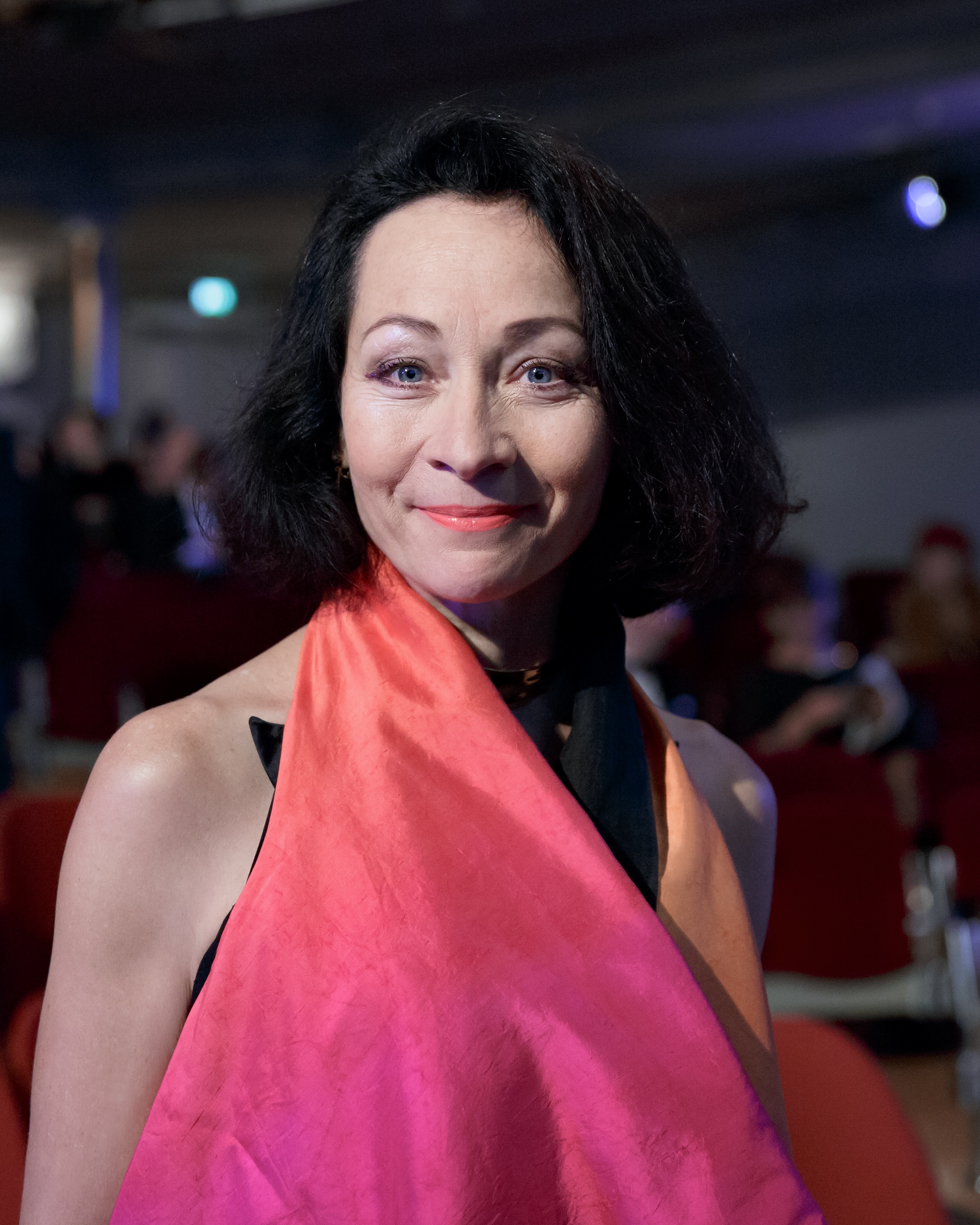
Sona MacDonald (Nestroy-Theaterpreis 2016)

Sona MacDonald (* 11. Mai 1961 in Wien) ist eine österreichische Schauspielerin, Sängerin und Tänzerin.

## Leben
Sona MacDonald kam als Tochter des US-amerikanischen Pianisten Robert MacLaurin MacDonald (* 10. März 1930; † 7. September 2013) und der Sängerin Ingrid MacDonald zur Welt. Sie absolvierte ihre Ausbildung in London (London Academy of Music and Dramatic Art), Wien und den USA. Seit 1994 ist sie als freischaffende Künstlerin tätig. Sie hat Wohnsitze in Wien und Berlin.
Sie spielte Rollen in Musicals, unter anderem am Berliner Theater des Westens. Engagements hatte sie außerdem am Schillertheater in Berlin und im Residenztheater in München. Zudem trat sie in verschiedenen Film- und Fernsehproduktionen auf.
MacDonald ist derzeit Ensemblemitglied im Theater in der Josefstadt in Wien. Mit ihrem Sohn Skye MacDonald (* 1996) spielte sie dort 2009 in dem Theaterstück Buddenbrooks. 2013 bis 2015 gastierte sie als Marlene Dietrich in Matthias Hartmanns Inszenierung von Spatz und Engel am Burgtheater. 2015 kehrte sie als Spelunkenjenny in Brecht/Weills Dreigroschenoper zu den Salzburger Festspielen zurück, bei denen sie 1997 als Kascha in Peter Steins Inszenierung von Franz Grillparzers Libussa debütiert hatte.

## Auszeichnungen
- 1983: O.E. Hasse-Preis

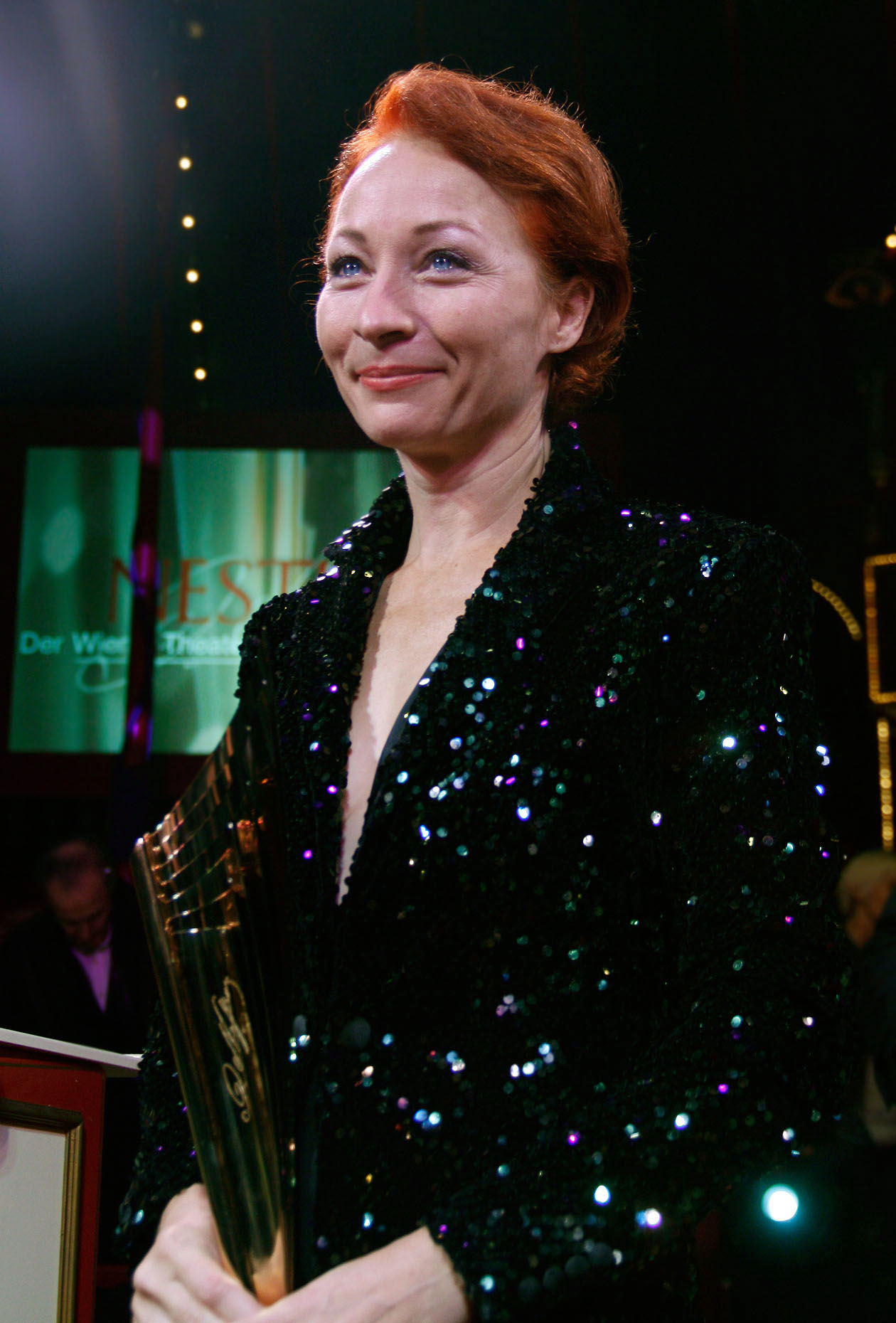
Sona MacDonald mit dem Nestroy-Theaterpreis 2009

- 2009: Nestroy-Theaterpreis für die Beste Nebenrolle als Constantia in Der Talisman am Theater in der Josefstadt
- 2014: Verleihung des Berufstitels Kammerschauspielerin[1]
- 2016: Nestroy-Theaterpreis als Beste Schauspielerin für ihre Darstellung der Julie in Fräulein Julie (Theater in der Josefstadt)
- 2024: Senta-Wengraf-Ring[2]

## Theater
- Bunbury, Volksbühne am Rosa-Luxemburg-Platz (unter Peter Zadek)
- Ein Sommernachtstraum, Schillertheater Berlin
- Othello, Schillertheater Berlin
- Minna von Barnhelm, Residenztheater München
- Maria Stuart, Bad Hersfeld
- Drei Mal Leben von Yasmina Reza, Düsseldorfer Schauspielhaus
- 2002–2004 Freunde zum Essen (Dinner with Friends) Renaissance-Theater Berlin
- 2006: Marlene Dietrich in Mythos Marlene, Altes Schauspielhaus Stuttgart
- 2008: Amarone, Kammerspiele Wien
- 2008: Nächstes Jahr – gleiche Zeit, Kammerspiele Wien
- 2008/09: Buddenbrooks, Theater in der Josefstadt, Wien (gemeinsamer Auftritt mit ihrem Sohn Skye)
- 2009: Der Talisman, Theater in der Josefstadt, Wien
- 2009: Der Blaue Engel, Theater in der Josefstadt, Wien
- 2010: Heldenplatz, Theater in der Josefstadt, Wien
- 2011: Eh Wurscht von Franz Wittenbrink, Theater in der Josefstadt, Wien
- 2012: Forever Young von Franz Wittenbrink, Theater in der Josefstadt, Wien
- 2012: Lady Windermere´s Fächer, Theater in der Josefstadt, Wien
- 2012: Arkadina in „Die Möwe“, Landestheater Salzburg
- 2013: Marlene Dietrich in Spatz und Engel, Burgtheater Wien
- 2015: Spelunkenjenny in Mackie Messer, Salzburger Festspiele
- 2015: Titelrolle in Fräulein Julie, Theater in der Josefstadt
- 2015: Titelrolle in „Blue Moon“, Kammerspiele Wien[3]
- 2022: Engel der Dämmerung Marlene Dietrich, Kammerspiele
- 2022: Dreigroschenoper Volksoper, Mackie Messer
- 2023: Prospero in Der Sturm, Stadttheater Klagenfurt

## Musical
- Les Misérables, Raimundtheater Wien
- A Chorus Line, Theater des Westens Berlin
- Kiss Me, Kate, Grazer Oper
- My Fair Lady, Deutsche Oper am Rhein, Düsseldorf
- Blutsbrüder, Theater Akzent. Wien
- Chicago, Staatstheater Augsburg
- Into the Woods, Landestheater Klagenfurt
- Nostalgie, Uraufführung von Alexis Weissenberg, Staatstheater Darmstadt
- Cyrano de Bergerac, Schwäbisch Hall
- Dreigroschenoper, Theater in der Josefstadt, Wien

## Filmografie
- 1981: Die wilden Fünfziger
- 1983: Die Mädchen von damals
- 1984: Ediths Tagebuch
- 1985: Die Strudlhofstiege
- 1986: Tatort – Der Schnee vom vergangenen Jahr (TV-Reihe)
- 1987–1994: Derrick (TV-Serie, sieben Folgen)
- 1992/93: Durchreise – Die Geschichte einer Firma
- 1993/1994: Peter und Paul (TV-Serie)
- 1994: Frauenarzt Dr. Markus Merthin (TV-Serie)
- 1996: Kommissar Rex – Unter Hypnose (Fernsehserie)
- 1998: Der Alte – Schwestern (Episode 234)
- 1999: Geliebte Gegner (TV)
- 2000: Die Ehre der Strizzis (TV)
- 2003: Tatort – Große Liebe (TV-Reihe)
- 2004: SOKO Kitzbühel (TV-Serie)
- 2008: SOKO Donau (TV-Serie, 1 Folge)
- 2014: Eine Liebe für den Frieden – Bertha von Suttner und Alfred Nobel
- 2020: Tatort: Krank (Fernsehreihe)
- 2022: Letzte Bootsfahrt (Fernsehfilm)
- 2023: Der Metzger traut sich (Fernsehfilm)
- 2024: What a Feeling

## CD-Aufnahmen (Auswahl)
- 1990: Les Misérables als Fantine (Polydor Records)
- 1999: Dreigroschenoper als Polly Peachum und Max Raabe als Mackie Messer und dem Ensemble Modern (BMG Records)